# Vaira Vīķe-Freiberga
Vaira Vīķe-Freiberga var den sjette lettiske præsident og første kvindelige præsident i Letland samt resten af Østeuropa. Hun blev valgt som Letlands præsident i 1999 af Letlands parlament Saeima, og hun genvalgtes for endnu en periode i 2003.
Vaira Vīķe blev født den 1. december 1937 i Riga i Letland. I slutningen af 1944 flygtede hun og forældrene til Tyskland. Der modtog hun sin første undervisning i en flygtningelejr i Lübeck. I 1949 flyttede hendes familie til Fransk Marokko, hvor hun fortsatte sin skolegang og lærte fransk. I 1954 flyttede familien til Toronto i Canada, hvor hun fuldførte high school.
Vaira Vīķe gik på Victoria College ved Toronto Universitet, hvor hun bestod eksamen i psykologi med en Bachelor of Arts i 1958 og en Master of Arts i 1960. Vaira fortsatte sin uddannelse ved McGill Universitetet i Montreal, mens hun også virkede på deltid som lektor ved Concordia Universitetet. Hun fuldførte sin Ph.d. i eksperimental psykologi og tog sin eksamen fra universitetet i 1965.
Vaira Vīķe-Freiberga er gift med Imants Freibergs, en anset og tidligere professor i computervidenskab ved Québec Universitet i Montreal.